# Mount Queen Mary
Der Mount Queen Mary ist ein 3928 m hoher Berg in der Eliaskette im kanadischen Yukon-Territorium. 1935 wurde der Berg gemeinsam mit dem benachbarten Mount King George aus Anlass des 25-jährigen Regentschaft-Jubiläums von Georg V. und Queen Mary nach diesen benannt.
Der Mount Queen Mary befindet sich 38 km östlich des Mount Logan. Den Dominanz-Bezugspunkt bildet der 25,2 km westlich gelegene Ostgipfel des McArthur Peak. Die Bergflanken werden über den Hubbard-Gletscher in südöstlicher Richtung entwässert.

## Besteigungsgeschichte
Der Mount Queen Mary wurde am 20. Juni 1961 von einer Expedition aus Seattle (Ann Hughes, Dwight Hughes, Stella Degenhardt, Gene Dodson, Ken Davis, Art Nation und Leon Israel) erstbestiegen.